# Thinophilus pedestris
Thinophilus pedestris är en tvåvingeart som först beskrevs av Lamb 1909.  Thinophilus pedestris ingår i släktet Thinophilus och familjen styltflugor. Inga underarter finns listade i Catalogue of Life.